# Araneus excavatus
Araneus excavatus là một loài nhện trong họ Araneidae.
Loài này thuộc chi Araneus. Araneus excavatus được Pelegrin Franganillo-Balboa miêu tả năm 1930.